# Vallès Occidental
Vallès Occidental là một comarca (hạt) ở Catalonia, Tây Ban Nha.

### Các đô thị
Dân số năm 2000.
- Barberà del Vallès—26.681
- Castellar del Vallès—17.444
- Castellbisbal—10.004
- Cerdanyola del Vallès—52.778
- Gallifa—156
- Matadepera—6.924
- Montcada i Reixac—27.952
- Palau-solità i Plegamans—11.089
- Polinyà—4.657
- Rellinars—378
- Ripollet—29.877
- Rubí—72.002
- Sabadell—201.897
- Sant Cugat del Vallès—70.034
- Sant Llorenç Savall—1.983
- Sant Quirze del Vallès—pop.15.467
- Santa Perpètua de Mogoda—19.084
- Sentmenat—7.987
- Terrassa—198.976
- Ullastrell—1.114
- Vacarisses—2.687
- Viladecavalls—5.755